# Graphe distance-transitif

Graphe de Biggs-Smith, le plus grand graphe cubique distance-transitif.

En théorie des graphes, un graphe non-orienté est distance-transitif si pour tous sommets u, v, x, y tels que u et v d'une part et x et y d'autre part sont à même distance, il existe un automorphisme de graphe envoyant u sur x et v sur y. Autrement dit, un graphe est distance-transitif si son groupe d'automorphisme agit transitivement sur chacun des ensembles de paires de sommets à même distance.

## Propriétés
Tout graphe distance-transitif est distance-régulier. La réciproque est fausse et le plus petit graphe distance-régulier mais pas distance-transitif est le graphe de Shrikhande.
Tout graphe distance-transitif est symétrique.

## Exemples
Les graphes complets, les graphes bipartis complets, les hypercubes sont distance-transitifs.

## Graphes cubiques distance-transitifs
Il existe exactement 12 graphes cubiques distance-transitifs : le graphe tétraédrique, le graphe biparti complet K3,3, le graphe hexaédrique, le graphe de Petersen, le graphe de Heawood, le graphe de Pappus, le graphe de Desargues, le graphe dodécaédrique, le graphe de Coxeter, le graphe de Tutte–Coxeter, le graphe de Foster et le graphe de Biggs-Smith. 